# Gulf Hills, Mississippi
Gulf Hills là một thành phố thuộc quận Jackson, tiểu bang Mississippi, Hoa Kỳ. Năm 2010, dân số của thành phố này là 7 144 người.

## Dân số
- Dân số năm 2000: 5 900 người.
- Dân số năm 2010: 7 144 người.